# Dunaharaszti
Dunaharaszti là một thành phố thuộc hạt Pest, Hungary. Thành phố này có diện tích 29,17 km², dân số năm 2010 là 20112 người, mật độ 689 người/km².